# Maliattha basitincta
Maliattha basitincta là một loài bướm đêm trong họ Noctuidae.